# Salland

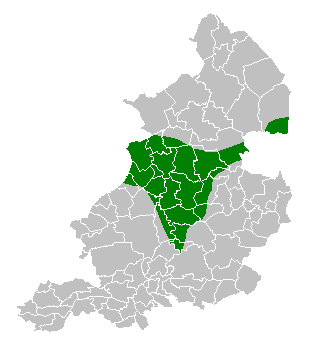
Mappa del Salland

Bandiera dell'ufficio idrografico del Salland

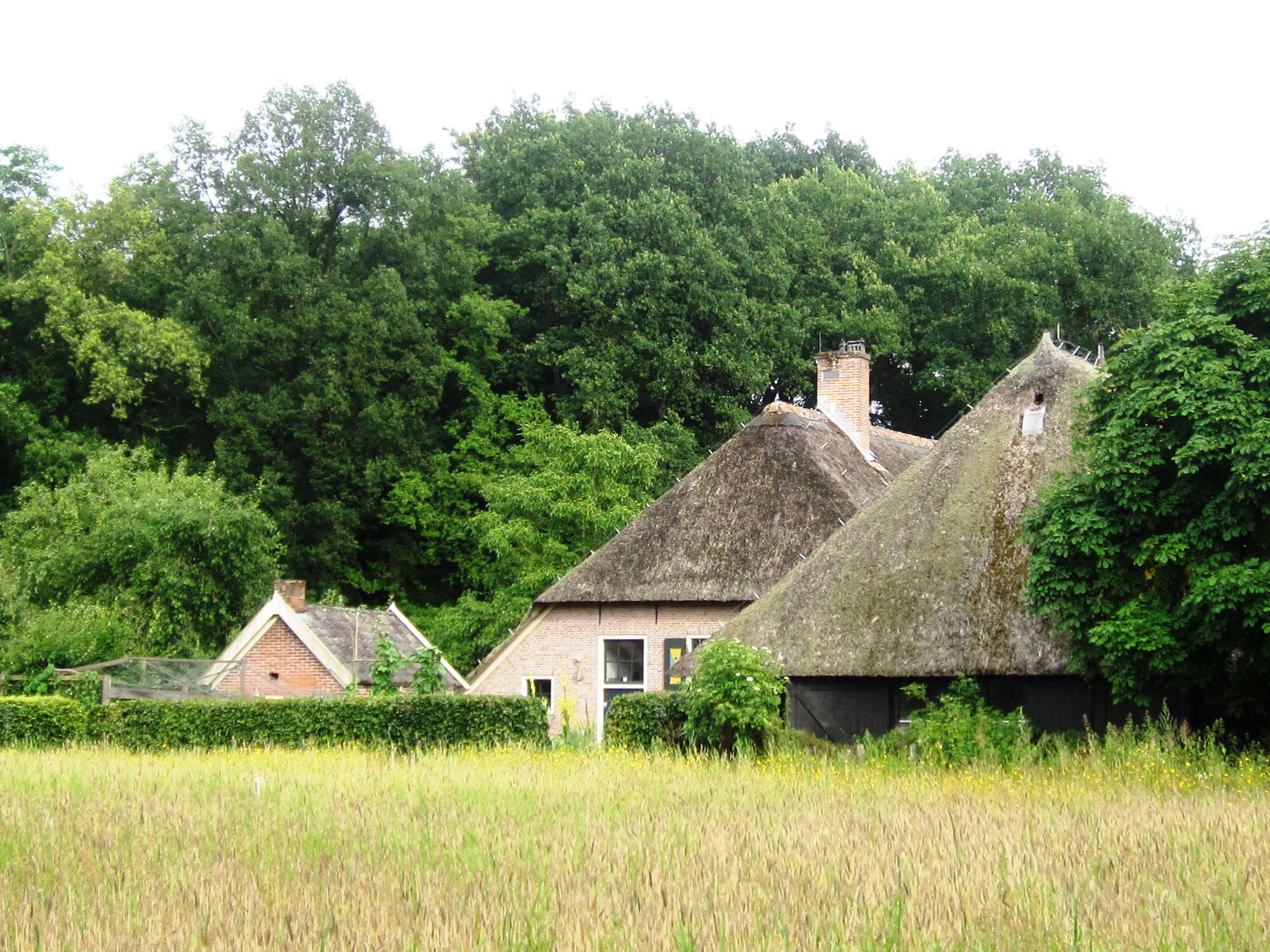
Fattorie nel Salland

Il Salland (in basso sassone: Sallaand) è una regione non amministrativa del nord-est dei Paesi Bassi, che occupa la parte settentrionale, la parte nord-occidentale, la parte nord-orientale e la parte occidentale della provincia dell'Overijssel.

## Etimologia
Il nome della regione deriva dal popolo germanico dei Franchi Sali.

## Geografia

### Collocazione
Il Salland confina ad est con il Land tedesco della Renania Settentrionale-Vestfalia e ad ovest con il corso del fiume IJssel e si trova tra le regioni della Twente e di Kop van Overijssel.

### Comuni
Si trovano nel Salland i seguenti comuni:
- Bathmen
- Dalfsen
- Deventer
- Hardenberg
- Hellendoorn
- Kampen
- Ommen
- Olst
- Raalte
- Rijssen-Holten (in parte)
- Staphorst
- Twenterand (in parte)
- Zwartewaterland
- Zwolle

## Geologia
L'area si formò nell'Olocene.
Nel tardo periodo delle glaciazioni, si formarono invece le colline della zona.

## Storia
La regione era certamente abitata già sin dagli inizi del Medioevo.
I Franchi Sali, il popolo germanico da cui - come detto - deriva il nome della regione, vi si stabilirono alla fine dell'epoca romana. Di questo popolo sono stati rinvenuti numerosi resti di capanne e fattorie a Heeten.
Intorno all'anno 1000, è probabile che siano sorti i primi veri e propri centri abitati della regione.
Nel 1308 furono realizzate numerose dighe lungo la sponda orientale del fiume IJssel.
|  |

Nella seconda metà del XX secolo, furono intraprese nel Salland delle ricomposizioni fondiarie, che permisero il miglioramento dei prodotti agricoli.